# Samantha Orobator
 (décembre 2010).
Samantha Orobator, née le 23 août 1988 au Nigéria, est une Britannique arrêtée pour trafic de drogue au Laos en août 2008, et dont le cas eut un retentissement international. Elle encourait la peine de mort si elle était jugée coupable, et ne nia pas les faits, bien qu'elle affirma avoir été « contrainte » de transporter de la drogue. Sa situation attira particulièrement l'attention des médias en raison de sa grossesse.
Orobator fut arrêtée à l'aéroport international de Wattay en possession de 680 grammes d'héroïne. Selon la loi laotienne, la peine de mort s'applique automatiquement à toute personne en possession de plus de 500 grammes d'héroïne,,.
En décembre 2008, elle tomba enceinte, dans des circonstances ambiguës, bien qu'elle ait été internée dans une prison féminine. 
Les autorités britanniques ne furent averties de son arrestation que plusieurs mois plus tard[Quand ?]. Le gouvernement britannique déclara [Quand ?] qu'il discutait de la situation avec le gouvernement laotien « au plus haut niveau ». Un porte-parole du gouvernement laotien déclara qu'Orobator ne serait pas exécutée avant la naissance de son enfant. Le ministre des Affaires étrangères laotien visita le Royaume-Uni à ce sujet le 7 mai 2009.
Les autorités laotiennes annoncèrent fin avril que son procès débuterait début mai. Selon l'organisation Reprieve, elle n'aurait jamais eu accès à un avocat.
Aucune personne n'a été exécutée au Laos depuis 1989, bien que plusieurs personnes aient été condamnées à mort depuis cette date. Selon la BBC, les autorités laotiennes seraient embarrassées par la situation, craignant qu'elle n'ait un impact négatif sur le tourisme dans le pays.
Le 7 mai 2009, à la suite d'un accord entre les deux gouvernements, le Laos annonça qu'Orobator ne serait pas condamnée à mort si elle était reconnue coupable, et qu'elle pourrait être transférée au Royaume-Uni pour y subir son éventuelle peine d'emprisonnement. Le 3 juin, elle fut condamnée à la prison à perpétuité par un tribunal laotien.
Elle a été rapatriée au Royaume-Uni en Août 2009 afin de purger sa peine dans une prison britannique. En janvier 2010, la Haute Cour a estimé  qu'elle n'avait pas subi de "déni flagrant" de justice et que sa détention n'était pas illégale. Elle a aussi décidé qu'une période minimale de 18 mois avant la possibilité de libération conditionnelle était suffisante.